# Slup
- Övre vänster: Svensk gaffelriggad slup
- Övre höger: Svensk motorslup
- Undre vänster: Sluprigg (bermudarigg): A – Storsegel, B – Fock
- Undre höger: A-slup, HMS Djärv

Slup (genom nederländska: sloep, av medelfranska: chaloupe, "skal/snäcka") är ett brett begrepp för flera olika historiska typer av fartyg eller allmogebåtar. De kännetecknas främst av att vara billiga och lättbyggda mindre fartyg eller båtar avsedda för kustfart, främst med spetsig för och plattgattad akter. De har ofta en skrovlängd under 24 meter och klassas därmed som båt i modern tid, ej skepp.
Slupen är bland annat historiskt känd som en av de populäraste fartygstyperna sjörövare använde under sjöröveriets guldålder (1650–1730).

## Segelslup

### 1600–1700-talet

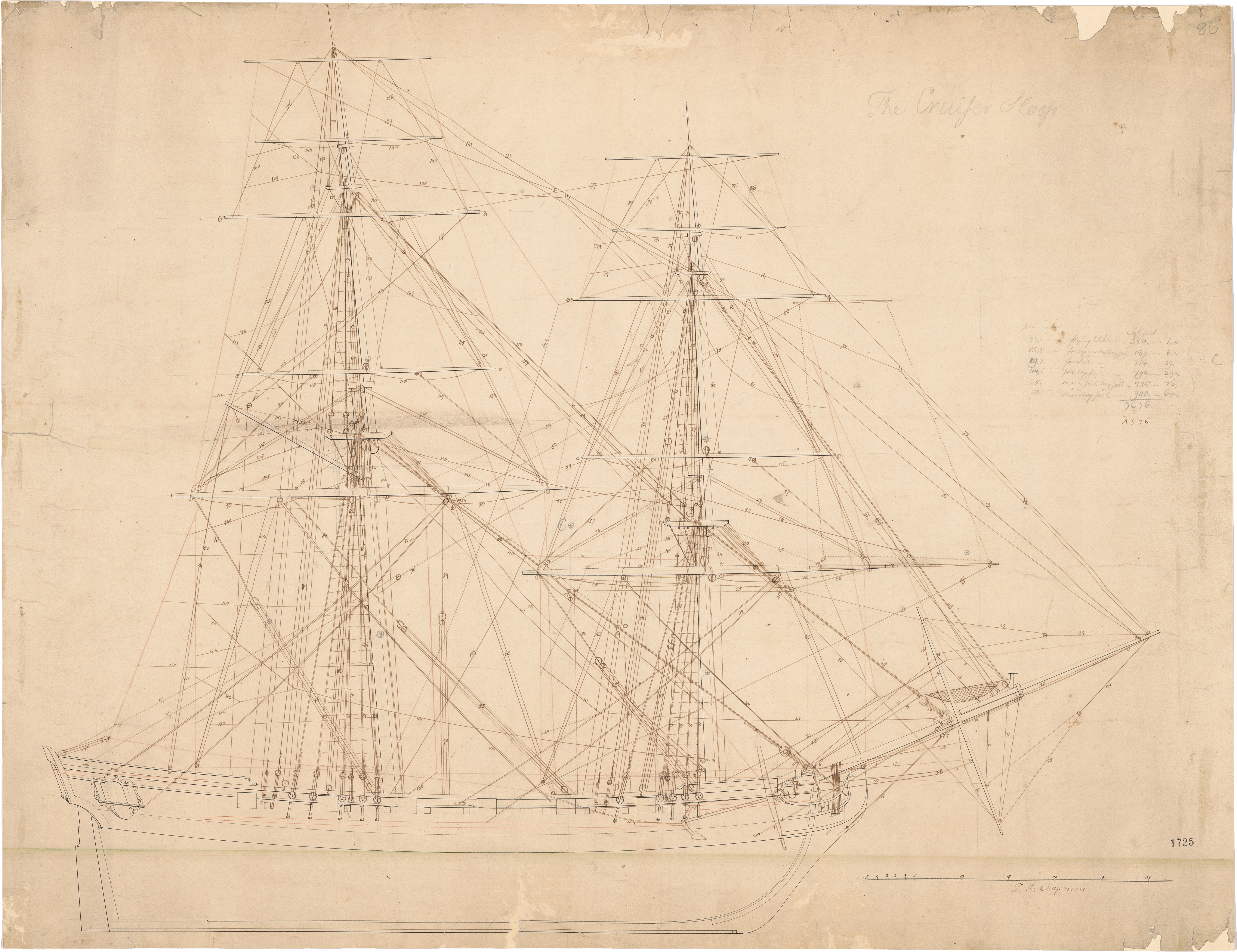
Brittisk tvåmastad kryssarslup (Cruiser Sloop), 1725.

Slup betecknade ursprungligen ett mindre kustfartyg byggt för fart men innan moderna tider fanns ingen standardiserad utformning och slupar skiljde sig kraftigt runt om världen. Skroven var i allmänhet något lika varann eftersom de byggdes för kustfart och hastighet men riggen och andra detaljer varierade stort och slupar förekom både enmastade och tvåmastade etc. Av detta användes ibland slup synonymt med bark, kutter och pink.
Oavsett benämning och rigg var slupar mycket populära och användes ivrigt över hela västvärlden och kolonialvärlden under 1600-talet framöver. Slupar var både billiga och lättbyggda och som kustfartyg var de mycket mångsidiga. De användes bland annat för handel, fiske och transport. De var även praktiska örlogsfartyg och användes mycket inom kapning och sjöröveri under sjöröveriets guldålder (1650–1730). Slupar användes som flaggskepp av bland annat sjörövaren Stede Bonnet, benämnd The Revenge ("Hämnden"), och kaparen Henry Jennings(en), benämnd Barsheba (möjligen hebreiska för ”edens dotter” eller snarlikt).

### 1800–1900-talet

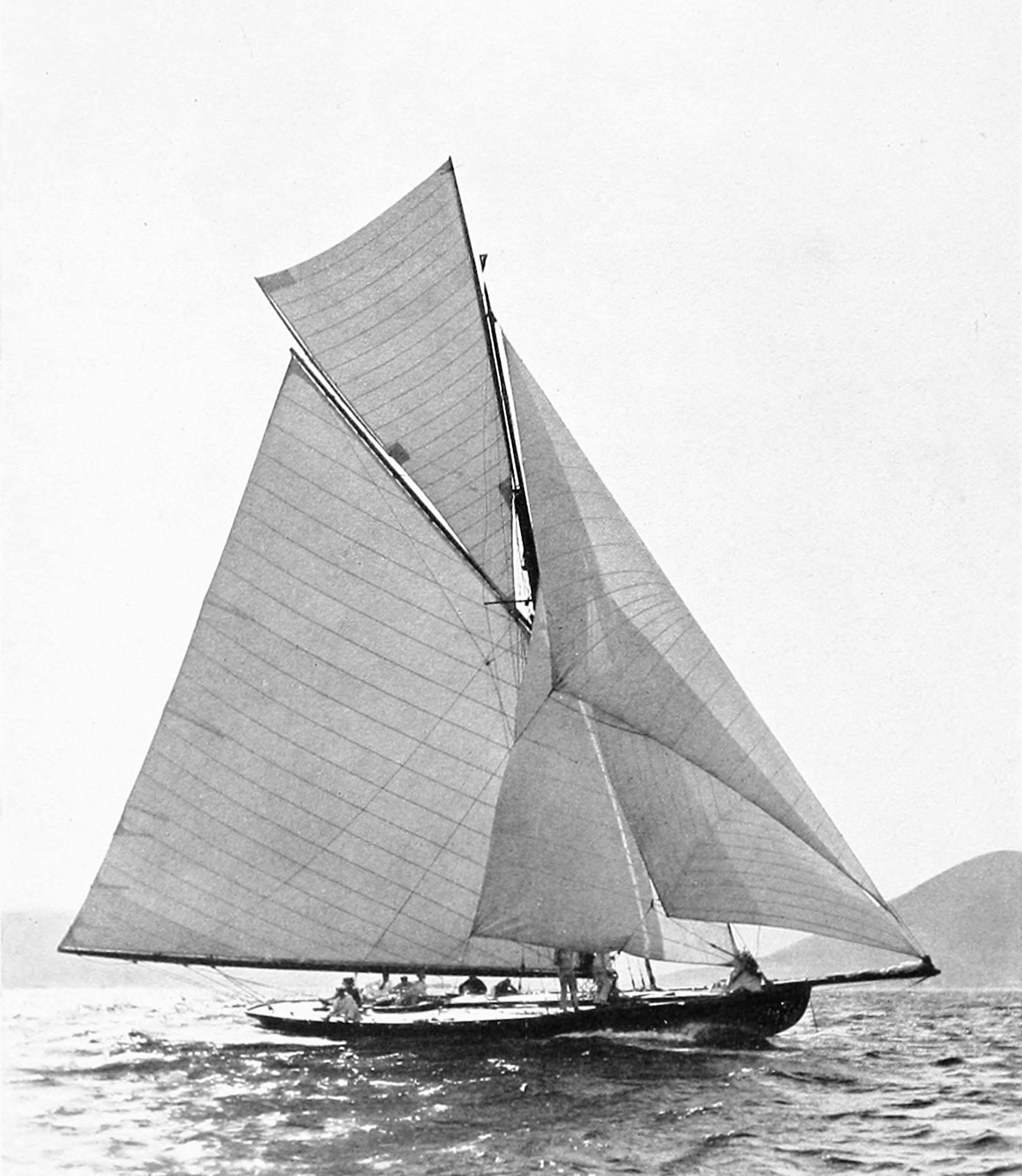
Amerikansk bermudaslup enligt beskrivning, 1895.

Under 1800-talet stramades begreppen åt och slupen fick en mer specifik utformning, främst ledd av slupar byggda i Bermuda (ibland särskiljd som bermudaslup(en)), vilka hade en mast. Tvåmastade slupar blev istället införlivade i skonare efter amerikanskt exempel, möjligen även galeaser.
År 1917 beskriver nordisk familjebok slupen som sådan:
| ”                                                  | Ett mindre kustfartyg med en mast, stång och salning samt bogspröt och klyvarbom, förandes gaffelsegel (storsegel med bom och gaffelstång), gaffeltoppsegel, stagfock, klyvare och jagare, samt stundom bredfock, etc. Skrovet liknar det hos kuttern, men är fylligare och mindre djupgående. De har ett djupgående av 11⁄2 till 3 meter och en dräktigheten av 20 till 90 ton. | „ |
| – Slup i Nordisk familjebok (andra upplagan, 1917) | |   |

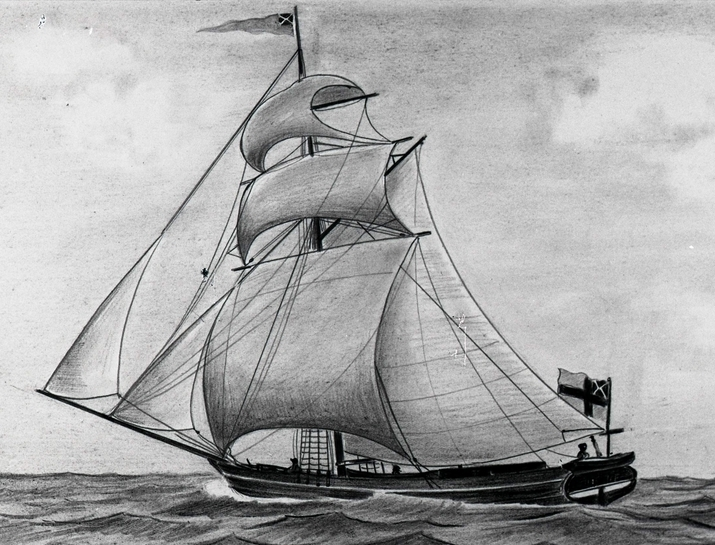
Svensk slup 1822 med flera bredfockar.
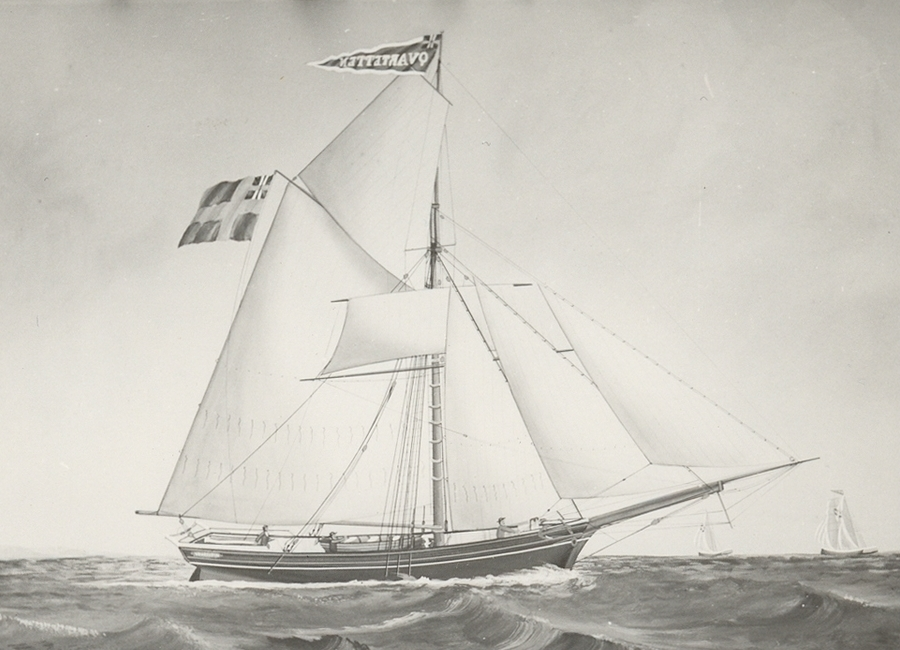
Svensk slup 1886 med bredfock enligt beskrivning .
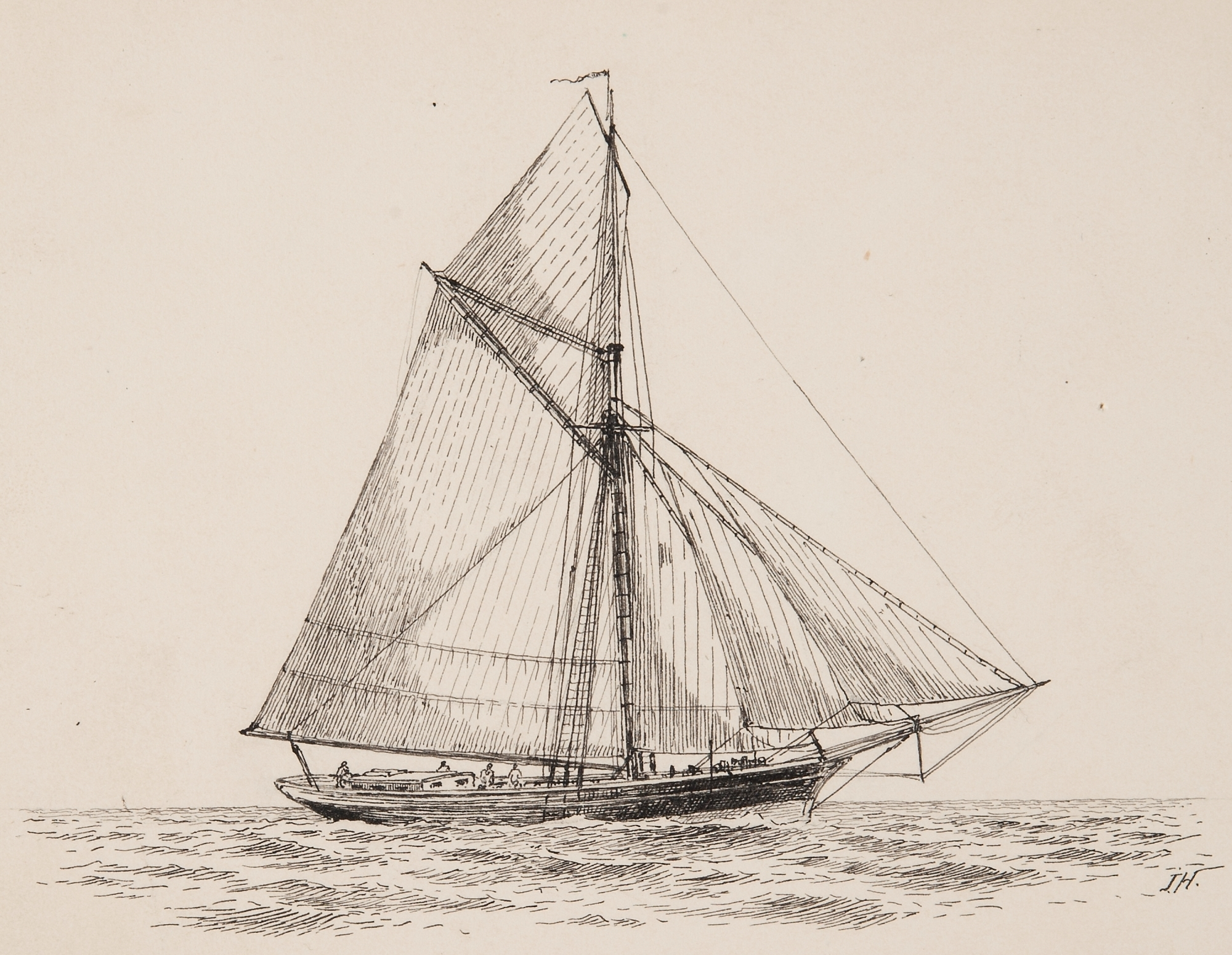
Svensk slup 1896 enligt beskrivning.

Numera används ordet slup oftast i sammansättningen sluprigg för att beteckna en riggtyp med endast ett försegel (stagfock), till skillnad från kutterriggen som för två försegel (stagfock samt klyvare eller jagare). Sluprigg kallas även för bermudarigg då ön Bermuda var världsledande inom slupbygge under lång tid.

## Undervarianter

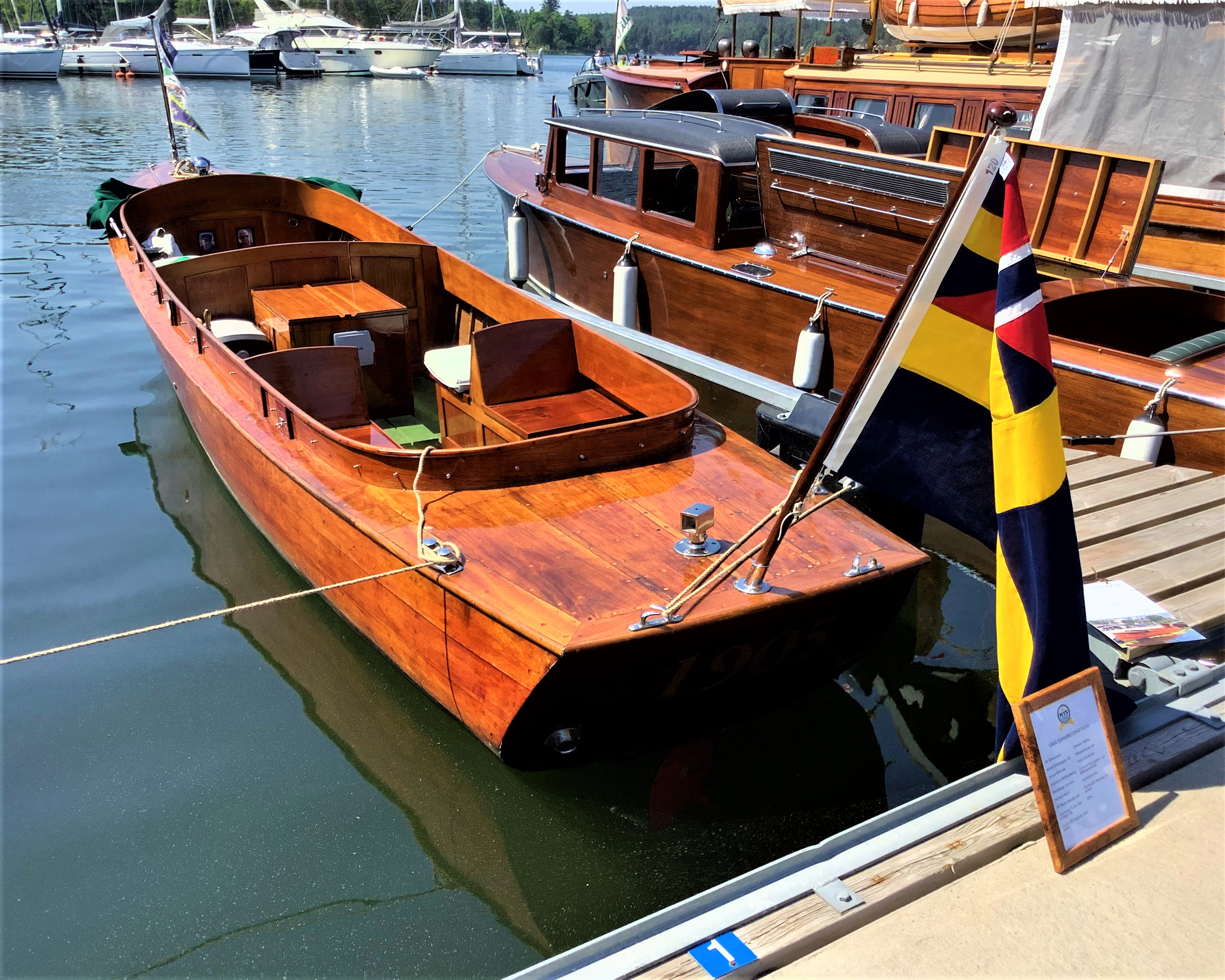
K-märkta (2021) mälarslupen Lången.

- A-slup - svensk militär fartygsklass
- Ceremonislup – slup avsedd för statlig ceremoni
- Kanonslup – mindre örlogsfartyg
- Kungaslup – mindre kungafartyg
- Motorslup (M-slup) – motordriven slup, särskilt tidiga generationens fritidsmotorbåtar
- Mälarslup – motorslupar byggda i Mälaren[6]
- Naftaslup – motordriven slup med naftamotor
- Roddslup – slup framdriven med åror
- Salsslup – slup med en sal eller karosseri med sittplatser, så som exempelvis den svenska kungaslupen Vasaorden
- Segelslup – slup framdriven med segel
- Skeppsslup – den största skeppsbåten ombord på ett fartyg
- Vevslup ― vevdriven mindre slup eller båt
- Ångslup – ångdriven slup